# Panopea generosa
Panope du Pacifique, Palourde royale
Espèce
Panopea generosa, communément appelé le Panope du Pacifique, Panopée ou Palourde royale, est une espèce de mollusques bivalves marins de grande taille de la famille des Hiatellidae. Cette espèce planctonophage, qui vit enfouie dans le sable, est considérée comme l'un des plus gros bivalves au monde. Dotée d'une remarquable longévité, elle présente dans les pays riverains du Pacifique un intérêt économique non négligeable.

## Systématique
Du point de vue taxonomique, le nom scientifique de cette espèce a été confondu entre 1983 et 2010 avec celui d'un autre Hiatellidé disparu : Panopea abrupta (Conrad, 1849).

## Description
Panopea generosa présente une coquille mesurant de 15 à 20 cm de longueur et un double siphon charnu qui peut atteindre à lui seul un mètre et ne peut être rétracté dans la coque.
C'est le plus gros bivalve fouisseur au monde, avec un poids moyen variant de 0,5 à 1,5 kg à l'âge adulte, mais on peut trouver des sujets pesant jusqu'à 4,5 kg.

## Comportement

### Longévité
Son espérance de vie est d'environ 140 ans et le plus vieux spécimen connu avait 168 ans. C'est donc l'un des animaux ayant la plus longue durée de vie au monde. Les scientifiques estiment que cette longévité est liée à sa faible activité.
Il a fort peu de prédateurs, ce qui contribue aussi à sa longévité. En Alaska, les loutres de mer et les roussettes se sont révélées capables de les déterrer ; les étoiles de mer peuvent aussi se nourrir de la partie du siphon qui dépasse du sédiment.

### Alimentation
Panopea generosa se contente d'aspirer le plancton par l'orifice inhalant de son long siphon, de filtrer la partie utile pour sa consommation et de rejeter les déchets par l'orifice exhalant.

### Reproduction
Les panopes du Pacifique ont une fécondation externe : ils rejettent leur gamètes dans l'eau de mer. La femelle émet, au cours d'une centaine d'années d'existence, environ cinq milliards d'ovules. Il est possible que cette prolificité, associée à l'aspect phallique de son siphon, soit à l'origine de la réputation aphrodisiaque de l'animal dans certaines cultures notamment asiatiques.

## Répartition et habitat
Panopea generosa vit enfoui dans les sédiments marins, sur les côtes du Pacifique aux États-Unis et au Canada (essentiellement État de Washington, Colombie-Britannique et sud de l'Alaska).

## Intérêt économique du panope

### Le marché du panope

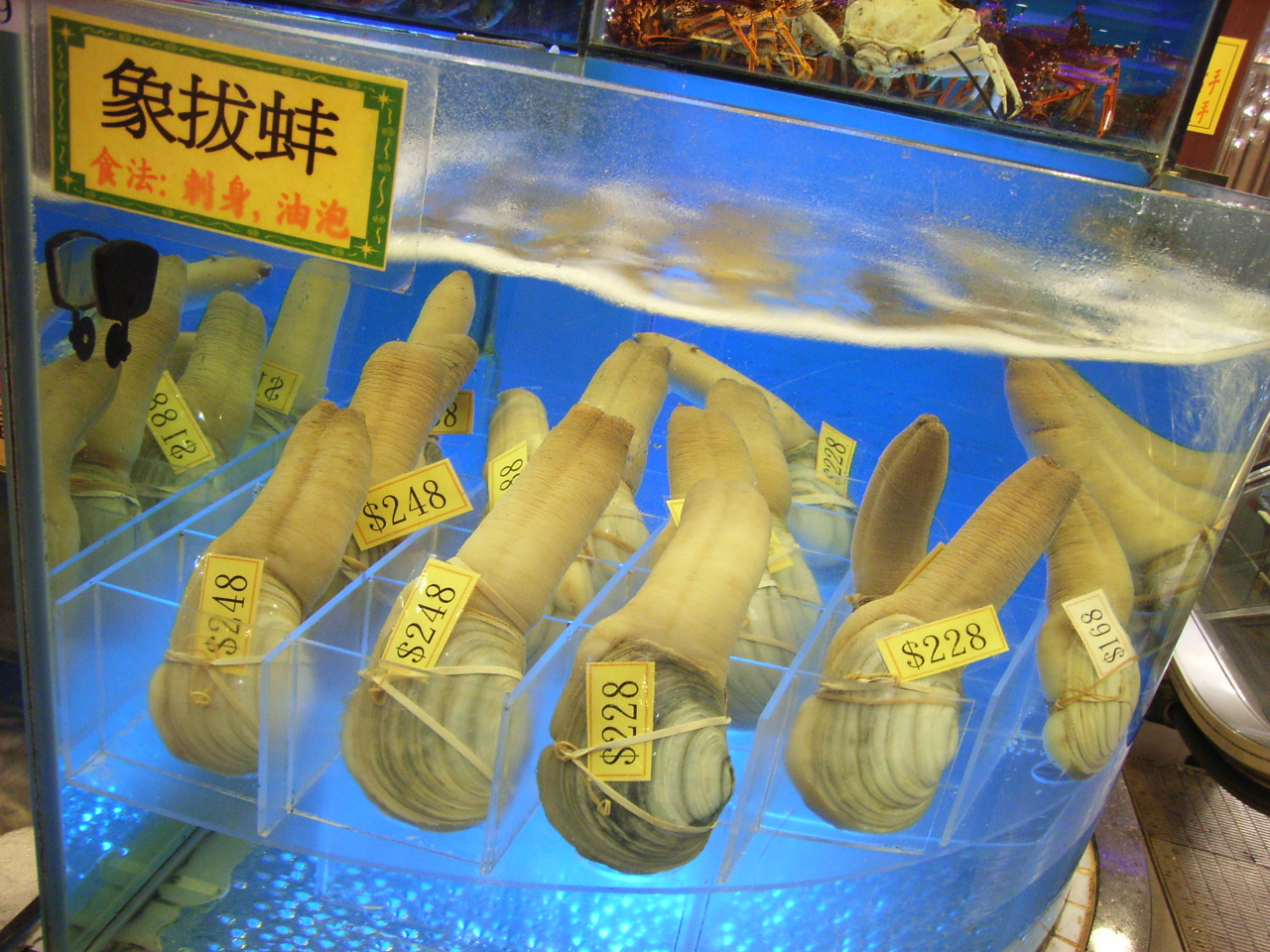
Panopes en vente dans un restaurant chinois. Le prix est en dollars de Hong-Kong (un HK$ = douze centimes d'euro, donc un panope vendu 230 HK$ vaut 28 €).

La première société de pêche de panopes fut créée en 1970, alors que la demande pour ce bivalve était encore faible. De nos jours, les panopes se vendent 65 $ US (soit 55 euros) par kilogramme. Le panope, comme l'ormeau, est très recherché dans la gastronomie chinoise. Son grand siphon charnu est apprécié pour sa saveur umami et sa texture croquante. Il est très populaire à Hong Kong, en Chine et au Japon, où il est considéré comme un mets raffiné. Il est généralement cuit en fondue chinoise ou consommé cru en sashimi, trempé dans du wasabi et de la sauce soja. Dans les menus japonais, le panope est appelé mirugai ou mirukuigai ; sa texture est comparée à celle d'un autre coquillage, du genre Arca (appelé akagai), également apprécié.
La grande valeur commerciale du panope a créé une industrie qui rapporte 80 millions de dollars US par an (soit 55 millions d'euros), centrée sur les zones de pêche (État de Washington aux États-Unis, province de Colombie-Britannique au Canada). Il s'agit d'un des secteurs de pêche les plus contrôlés par les équipes du ministère des Ressources Naturelles (Department of Natural Resources) dans l'État de Washington, qui partent en mer régulièrement pour surveiller les récoltes, et par la Underwater Harvesters' Association au Canada, en collaboration avec Pêches et Océans Canada (Fisheries and Oceans Canada). La forte demande actuelle du marché du panope a conduit à essayer de développer rapidement sa conchyliculture.
En 2025, l’industrie de la palourde royale en Colombie-Britannique est durement touchée par les nouveaux tarifs chinois, menaçant ses exportations vers un marché essentiel.

### Élevage du panope
La conchyliculture de panopes, sur les estrans privés de la baie du Puget Sound, près de Seattle, s'est progressivement développée depuis une dizaine d'années à un rythme moyen d'environ 4 hectares en plus chaque année. Pour le moment, moins de 0,001 % de la surface du Puget Sound est consacré à cet élevage, plus particulièrement concentré dans le sud de la baie.
Les fermes aquacoles à panopes utilisent un « système d'exclusion des prédateurs » pour ensemencer leurs lots. Ces systèmes sont des tuyaux de PVC de 25 à 35 cm de long et de 10 à 15 cm de diamètre enfoncés dans le sédiment de l'estran. Il y a entre 20 000 et 43 500 de ces tuyaux en PVC par acre d'estran cultivé, ce qui fait approximativement entre 5 et 11 tuyaux par m2 (un acre est à peu près égal à 4 000 m2). Ces tubes resteront en place pendant la première des deux années que dure le cycle d'élevage.

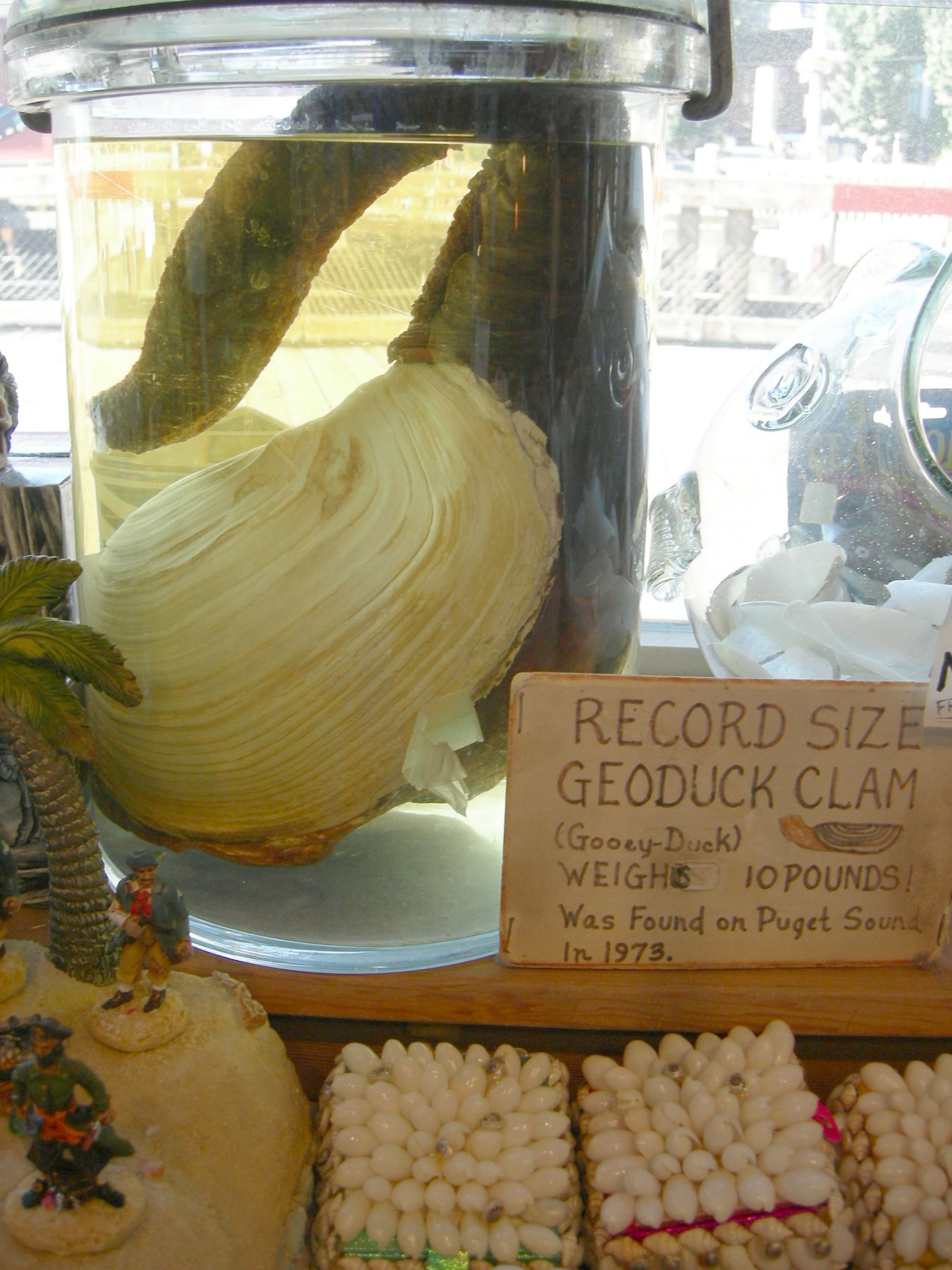
Un grand panope de 4,5 kg, dans un magasin de curiosités à Seattle, USA.

La fondation Environmental Defense Fund a mené une étude sur l'aquaculture en général, et a déterminé que la conchyliculture est bénéfique à l'environnement marin. Cette action est liée à la nutrition des bivalves par filtration de l'eau de mer. Les coquillages se nourrissent entre autres des algues microscopiques qui prolifèrent sous l'action de l'eutrophisation du milieu.
Les eaux qui baignent la conchyliculture doivent être certifiées non polluées avant de pouvoir implanter une nouvelle exploitation, condition préalable pour l'obtention de l'accord des autorités. Alors que certaines collectivités ont installé des systèmes de fosses septiques ultramodernes pour suivre les efforts des associations environnementales et organismes d'état, visant à dépolluer le Puget SoundWhile, plus de 12 km2 de zones d'élevage ont été perdus entre 1992 et 2004 à cause de contaminations fécales, dues au développement de l'urbanisation. Les rivages de l'état sont en forte proportion déjà si urbanisés ou dégradés qu'ils sont devenus impropres à la récolte ou à l'élevage des panopes, et d'autres zones suivent malheureusement le même chemin.

### Controverses autour de l'élevage du panope
Le développement de l'élevage et de la récolte de panopes est fortement sujet à controverse selon un rapport d'une association luttant contre la conchyliculture de panopes dans le Puget Sound. L'élevage et la récolte de ce bivalve ont en effet été à l'origine de nombreux conflits avec les propriétaires riverains de la baie,,,. Les principaux griefs sont l'insuffisance des contrôles, le caractère inesthétique des exploitations, les effets des élevages sur les populations locales de panopes sauvages, l'impact sur la biodiversité en général, la gestion des déchets des exploitations, les techniques intensives d'élevage ou de récolte, la très forte densité de population des panopes d'élevage, la destruction ou la fragmentation des habitats côtiers ainsi que la conversion à un rythme inquiétant, sur les rives du Puget Sound, d'écosystèmes naturels en zones d'élevage intensif, et enfin l'augmentation du dépôt de sédiments (liée à la diminution de l'effet de chasse des marées dans les anses les plus reculées de la baie, encombrées entre autres par les très nombreux tubes placés pour les panopes, mais aussi liée à la grande quantité de dépôts de matières organiques provenant des déchets des bancs de panopes). Ces associations, comme la Puget Sound Partnership, ont pour objectifs la protection de l'habitat ou sa restauration et la protection de la biodiversité, entre autres en permettant le retour d'espèces en danger (comme le saumon).